# Anjel
Anjel es un grupo estadounidense de música de Rhythm & Blues.

## Biografía
Anjel se formó en el año 2000, tras el despido de LeToya Luckett y LaTavia Roberson del grupo Destiny's Child.
Las dos ex-componentes de este grupo formaron un trío llamado Anjel con Natasha Ramos mediante la empresa de nuevos talentos de Linda Casey (madre de los gemelos del grupo Jagged Edge). 
Siendo todavía tres, aparecieron a la ceremonia de los Grammy de aquel año, para la cual LeToya y LaTavia estaban nominadas por su anterior trabajo con Destiny's Child, en su trabajo de 'The Writings On The Wall', pero aunque nunca subieron a recoger el premio, son consideradas en la profesión como ganadoras de dos premios Grammy (Mejor canción R&B de 2001 y mejor R&B Performance by a Duo/Group with vocals por la canción "Say my name")

### La salida de Natasha
Las razones dadas para la salida de Natasha fueron que al parecer mintió sobre su expediente académico, sobre su edad y porque se dedicó a decir que había mantenido un encuentro sexual con Kylie, uno de los componentes de Jagged Edge. Aparte de eso, a LeToya y LaTavia nunca les llegó a gustar su actitud y no estaban muy conformes con que continuase en el grupo.
Tras esto, Tasha estuvo al parecer una temporada haciendo de vocalista para los coros de Jennifer López y luego firmó con Arista Records, pero más tarde la despidieron. Existe un tema producido por The Neptunes, llamado 'Invisible'; lo más probable es que se trate de una grabación antigua, de sus inicios con Arista, puesto que Star Trak, la productora de The Neptunes, ya no es filial de Arista.
También grabó un tema llamado 'Who Needs You' antes de marcharse de Arista.
Natasha había estado anteriormente en un grupo junto a Vanessa Cruz (quien compartió apartamento con LaTavia y LeToya durante una temporada) y Nadia Quiñones conocida como Naty. Vanessa les presentó a Naty que se presentó a las pruebas para sustituir a Tasha y las pasó con éxito.
Más tarde, en 2001, como LeToya y LaTavia habían decidido convertir Anjel en un cuarteto para evitar comparaciones con Destiny's Child que se acababan de convertir en trío, una amiga en común les presentó a Tiffany que también pasó las pruebas.
Cuando Tiffany se unió al grupo, Anjel estuvo completo; LeToya, LaTavia, Naty y Tiffani estaban preparadas.
El grupo grabó una demo (maqueta) y consiguió contrato con el sello Jagged Edge filial de So So Def (Sony), rápidamente aparecieron en el magazine 'Sister 2 Sister' y en el programa 'Good Morning New York'.

### La ruptura del grupo
El grupo se tuvo que deshacer enseguida, tras haber conseguido el nuevo sello, los problemas surgieron porque So So Def (llevado por Jermaine Dupri) decidió dejar a Columbia (Sony) e irse a Arista, el cambio afectó a todas las filiales del sello discográfico, y algunos artistas tuvieron que dejarlo, entre ellos Anjel.
Naty grabó algunos temas con sus amigos de Phar-City: 'Creep', 'Get On Da Floor', 'Happy Days', 'Do You Want Some' y 'Spin Me; más tarde se coló en un mixtape una canción suya en solitario llamada "Big Girl".
Actualmente Nati trabaja con el sello Soul Empire Music en el que será su álbum debut, su primer sencillo será Ultimátum y ya se puede escuchar en el myspace del sello.
LaTavia de momento no ha colaborado con ningún grupo o artista, pero se le ofreció sustituir a Kandi Burruss en el grupo X-Scape, ya que en 2004 se empezó a hablar del regreso de este grupo, pero ésta rechazó la oferta para según ella tomarse un descanso. En 2006 en unas declaraciones a una revista norteamericana anunciaba que estaba preparada para regresar al mundo del espectáculo, ya fuese actuando o cantando. También confesaba que ya había entrado en el estudio de grabación y había estado mirando algunos temas.
Tiffany participó en el tema 'Visions' del álbum 'Hard' de Jagged Edge, pero no ha trascendido si tiene intenciones de seguir con su carrera.
LeToya Luckett abrió su boutique de ropa 'Lady Elle' en Houston, Texas, en 2003. En 2004 bajo la representación de Noontime records firmó con Capitol Records (sello de artistas como: Lisa Marie Presley, Coldplay, Ebony Eyez, Faith Evans, etc.). Su primer tema, 'You Got What I Need' se lanzó como teaser en el verano del 2004, y se incluyó en numerosos mixtapes, seguidamente se filtró otro de sus temas 'No More' y más tarde 'All eyes on me' el que incluso llegó a colarse en las listas Urban de airplay. Participó en los álbumes de Houston, en la canción 'My Promise', de su exnovio Slim Thug, en la canción 'This Is My Life'.
En 2005 una de sus grababiones, 'What Love Can Do' formó parte de la BSO de 'Coach Carter', película en la que aparecían Ashanti y Adrienne Bailon de las 3LW. Seguidamente editó junto a Brandi García un mixtape con clásicos de Houston llamado "What it do? Toya mixtape" en el que se incluyó otra de sus canciones:"Gangsta Grillz" feat. Killa Kyleon.
Finalmente en febrero de 2006 fue lanzado su primer sencillo llamado "Torn", el que consiguió llegar al #2 de la lista de R&B/Hip-Hop de singles y más tarde, el 25 de julio de 2006 se editaba el que fuese su primer disco en solitario, LeToya, el que debutó en el #1 del Billboard 200 vendiendo cerca de 167.000 copias y convirtiéndose en la segunda Ex-Destiny's Child en debutar en el #1.